# 卡路士·山齊士
卡路士·山齊士（西班牙語：Carlos Andrés Sánchez Arcosa，1984年12月2日—），是一名烏拉圭職業足球運動員。司職攻擊中場，現時效力於阿根廷足球甲級聯賽河床和烏拉圭。他曾代表國家隊參加2015年美洲盃、百年美洲盃及2018年世界盃足球賽。

## 榮譽

### 球會
河床
- 阿根廷足球乙級聯賽：2011–12
- 南美自由盃：2015
- 南美球會盃：2014
- 南美超級盃：2015
- 日本聯賽盃 / 南美球會盃錦標賽：2015

蒙特里
- 墨西哥盃：2017

### 個人
- 南美足球先生：2015
- 南美自由盃 Best XI：2015
- 南美超級盃神射手：2015
- 墨西哥盃神射手：2018

## 外部連結
- 卡路士·山齊士 – FIFA國際賽競賽紀錄 (存檔)